# Dağhan Külegeç
Dağhan Külegeç (ur. 18 października 1978 w Stambule) – turecki aktor i model. 

## Życiorys

### Wczesne lata
Urodził się w Stambule jako syn prezenterki telewizyjnej Ayşe Erbulak Özgürdal i Rızy Külegeça, który był kaligrafem. Jego dziadek Altan Erbulak (ur. 11 listopada 1929 w Erzurum, zm. 1 maja 1988 w Stambule) był tureckim rysownikiem, aktorem i dziennikarzem. Ukończył İstanbul Üniversitesi Edebiyat Fakültesi.

### Kariera
Po raz pierwszy znalazł się przed kamerą w programie Show TV Sıcağı Sıcağına (1994-98), a potem w serialu Show TV Baba Bana Reyting Al (1998). Następnie wziął udział w reklamach: McDonald’s, Turkcell i Coca-Cola. We wrześniu 2013 znalazł się w obsadzie historycznego tureckiego serialu telewizyjnego Fatih o sułtanie Mehmedzie II. W serialu Sezon na miłość (Kiraz Mevsimi, 2014-2015) wystąpił jako Mete Uyar.

## Wybrana filmografia
| Rok        | Tytuł                           | Rola           | stacja TV   |
| ---------- | ------------------------------- | -------------- | ----------- |
| 1998       | Baba Bana Reyting Al            | Bakkal Çırağı  | Show TV     |
| 2002       | Aslı ile Kerem                  | Barışcan Gökçe | Show TV     |
| 2003-2004  | Lise Defteri                    | Serhat         | Kanal D     |
| 2005-2006  | Hırsız Polis                    | Jilet Metin    | Kanal D     |
| 2007-2011  | Kavak Yelleri                   | Efe Kaygısız   | Kanal D     |
| 2013       | Fatih                           | Turahan Bey    | Kanal D     |
| 2014-2015  | Sezon na miłość (Kiraz Mevsimi) | Mete Uyar      | Fox Türkiye |
| 2017 -.... | Yeni Gelin                      | Kağan Bozok    | Show TV     |